# 881
| 881                |
| ------------------ |
| Dødsfald - Fødsler |
|                    |

| Gregoriansk kalender | 881 DCCCLXXXI           |
| Ab urbe condita      | 1634                    |
| Armensk kalender     | 330 ԹՎ ՅԼ               |
| Kinesiske kalender   | 3577 – 3578 庚子 – 辛丑 |
| Etiopisk kalender    | 873 – 874               |
| Jødisk kalender      | 4641 – 4642             |
| Hindukalendere       |                         |
| - Vikram Samvat      | 936 – 937               |
| - Shaka Samvat       | 803 – 804               |
| - Kali Yuga          | 3982 – 3983             |
| Iransk kalender      | 259 – 260               |
| Islamisk kalender    | 267 – 268               |

Se også 881 (tal)

## Begivenheder
- Karl 3. den Tykke bliver tysk-romerske kejser.

## Dødsfald
- Orso 1. Participazio, den 14. doge i Venedig